# Laboratorijska peć
Laboratorijska peć je električni uređaj koji se koristi za sterilizaciju.
Peć koristi suv topao vazduh za sterilisanje opreme i materijala. U opštem slučaju, peči rade na temperaturama od 50 do 300 °. One su opremljene termostatom kojim se kontroliše temperatura. Peči imaju dvostruke zidove sa slojem izolacije (obično vazduha) između njih, radi očuvanja energije. Unutrašnji zid je izrađen od materijala sa slabom toplotnom provodnošću. Spoljašnji sloj je od metala. Peći su opremljene sa fenom za cirkulaciju toplog vazduha, koji omogućava uniformnu raspodelu toplote.

## Literatura
1. ↑  Textbook of Microbiology by Prof. C P Baveja.  978-81-7855-266-8.
2. ↑  Textbook of Microbiology by Ananthanarayan and Panikar.  978-81-250-2808-6.
3. ↑  Dry heat is suitable for sterilizing metal instruments that rust or dull in the presence of water vapor